# Jakob Kammerer
Jakob Kammerer (* 25. Jänner 1992 in Melk) ist ein österreichischer Jazzmusiker (Schlagzeug, Komposition).

## Wirken
Kammerer studierte zwischen 2011 und 2017 Schlagzeug an der Musik und Kunst Privatuniversität der Stadt Wien bei Walter Grassmann sowie an der Hochschule für Musik und Tanz Köln bei Jonas Burgwinkel und Alex Vesper. Von 2017 bis 2020 absolvierte er ein Masterstudium in Jazz-Komposition in Köln bei Joachim Ullrich und Hendrika Entzian.
2015 gründete Kammerer gemeinsam mit Richard Köster Das Kammerer OrKöster, dem Alois Eberl, Christian Amstätter-Zöchbauer, Benjamin Daxbacher und Beate Wiesinger angehören. Mit dieser Band gewann er 2016 den Burghauser Nachwuchs-Jazzpreis. Ihr Debütalbum legten sie 2017 mit Senf bei Double Moon Records vor; 2020 folgte mit dem Kammerer OrKöster das Album Der kleine Luxus. Daneben tritt er rappend im Soloprogramm als Knecht Albrecht auf (mehrere Singles). Weiterhin gehört er zum Spittelberg JazzOrchestra, zu Alois Eberls Quartett Alpha Trianguli und zum Orgeltrio Wiener Extremwandern. Mit dem Trio von Conni Trieder ist er auf dem Album Brot und Salz zu hören.